# Город субпровинциального значения
Город субпровинциального значения (кит. упр. 副省级市, палл. фушэнцзиши) — административная единица окружного уровня в КНР, по статусу приближающаяся к городу центрального подчинения. Управление такими городами является прерогативой провинции, за исключением административного и экономического управления, которое осуществляется напрямую центральным правительством.
Статус мэра города субпровинциального значения по статусу эквивалентен вице-губернатору провинции.
Изначально 16 субпровинциальных городов были созданы 25 февраля 1994 года из числа городов окружного значения. Часто города субпровинциального значения являются «экономическими локомотивами» провинции.
В настоящее время в Китае насчитывается 15 городов субпровинциального значения. Шестнадцатым городом был Чунцин, входивший в провинцию Сычуань. В 1997 году он получил статус города центрального подчинения.

## Список городов
Город (провинция)
1. Чанчунь (Цзилинь)
2. Чэнду (Сычуань)
3. Далянь (Ляонин)
4. Гуанчжоу (Гуандун)
5. Ханчжоу (Чжэцзян)
6. Харбин (Хэйлунцзян)
7. Цзинань (Шаньдун)
8. Нанкин (Цзянсу)
9. Нинбо (Чжэцзян)
10. Циндао (Шаньдун)
11. Шэньян (Ляонин)
12. Шэньчжэнь (Гуандун)
13. Ухань (Хубэй)
14. Сямэнь (Фуцзянь)
15. Сиань (Шэньси)